# Macintosh Classic II
Le Macintosh Classic II ou Performa 200 est un ordinateur personnel produit par Apple et commercialisé du 21 octobre 1991 au 13 septembre 1993. Il est conçu comme étant le remplaçant du Macintosh SE/30 et comme une évolution du Macintosh Classic. Ce modèle se distingue par la présence d'un fax intégré et d'un ensemble de programmes inclus dans le prix d'achat. 

## Caractéristiques
Le Macintosh Classic II est visuellement très proche du Macintosh Classic. Il possède le même châssis, le même écran et le même lecteur Superdrive frontal. 
Contrairement au premier Macintosh Classic, qui était équipé d'un simple Motorola 68000 lent et vieillissant, le Macintosh Classic II embarque un Motorola 68030 bien plus véloce cadencé à 16 MHz. Il dispose de 2 Mo de mémoire vive, et peut monter jusqu'à 10 Mo.  
Le Macintosh Classic II dispose d'un emplacement d'extension interne à 50 broches destiné à accueillir un microprocesseur FPU ou une mémoire ROM supplémentaire. La prise n'est pas adaptée à une utilisation en tant que connecteur d'extension à usage général. Apple n'a jamais produit de carte d'extension pour cet emplacement, bien que des FPU tiers soient disponibles, notamment le FastMath Classic II d'Applied Engineering, et que Sonnet propose un FPU 68882 synchrone (16 MHz) et asynchrone (50 MHz). 

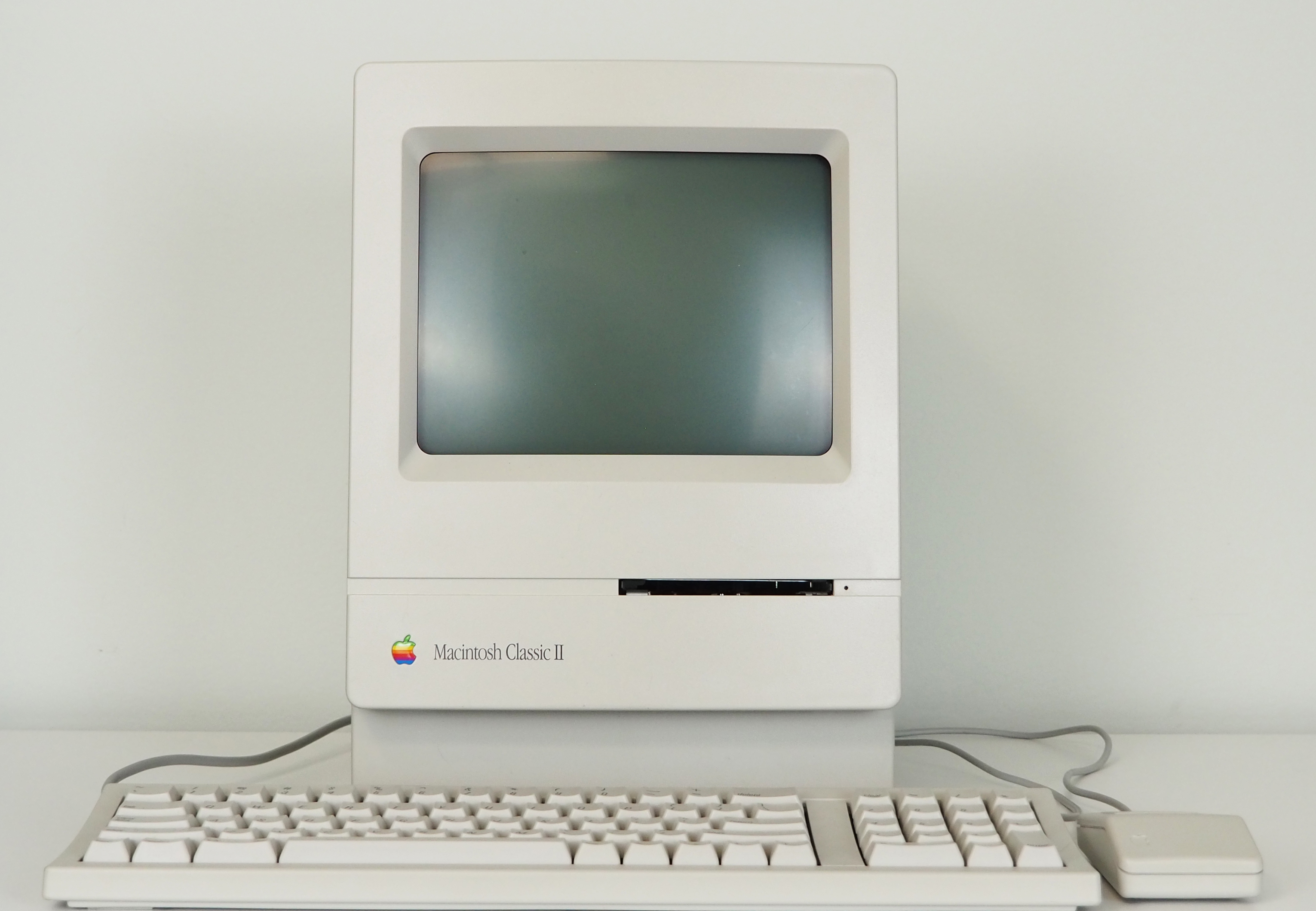
Le Macintosh Classic II avec son clavier et sa souris d’origine.

Comme le premier Macintosh Classic, le Classic II pouvait être équipé ou non d'un disque dur SCSI en option, de 40 ou 80 Mo. 